# Jean-Louis Le Ny
Pour les articles homonymes, voir Le Ny.
Jean-Louis Le Ny (né le 29 janvier 1998 à Baud dans le Morbihan), est un coureur cycliste français.

## Biographie
Jean-Louis Le Ny commence le cyclisme à l'âge de quatre ans au sein de l'AC Pays de Baud,. Il obtient rapidement ses premiers résultats - il estime posséder « plus de 80 coupes » ! 
En 2016, il remporte un titre de champion de France de poursuite par équipes juniors avec le comité régional des Pays de la Loire. 
Membre de l'équipe Sojasun-Espoir en 2019 et 2020, il rejoint en 2021 le WB-Fybolia Locminé. Il remporte ses premières courses : en 2020, il gagne les Boucles nationales du Printemps en 2020. En 2021, il s'impose sur Manche-Océan, la Ronde Mayennaise, le Tour des Deux Sèvres, l'Estivale Bretonne ou encore le Tour de Bretagne. En 2022, il remporte le Trophée de l'Essor, le Circuit du Morbihan ou la Ronde du Pays Basque. 
À l'intersaison 2021-22, Jean-Louis Le Ny participe à un stage avec l'équipe professionnelle B&B Hôtels. 
En 2023, il intègre l'équipe continentale française Nice Métropole Côte d'Azur et le peloton professionnel par la même occasion.

## Palmarès sur route
- 2018
  - 3e du Circuit du Morbihan
- 2019
  - Grand Prix d'Auray
  - 3e du Prix de la Saint-Laurent
- 2020
  - 1re étape du Saint-Brieuc Agglo Tour
  - 3e des Boucles Nationales du Printemps
- 2021
  - Grand Prix de Lanester
  - Manche-Océan
  - Grand Prix de Locminé
  - Grand Prix de Lorient-Lanveur
  - Ronde mayennaise
  - Classement général du Tour de Bretagne[5]
  - 2e du Grand Prix de Fougères
  - 2e de Paris-Connerré
  - 3e de la Flèche de Locminé
  - 3e de Jard-Les Herbiers
- 2022
  - Essor basque
  - Trophée de l'Essor
  - Circuit du Morbihan
  - Flèche de Locminé
  - 1re étape de l'Essor breton
  - Boucles Sérentaises
  - Circuit de la Grotte à Ploemel
  - 2e étape du Kreiz Breizh Elites
  - Classement général de l'Estivale bretonne
  - 2e de la Ronde du Pays basque
  - 2e du Grand Prix d'Auray
  - 2e du Grand Prix de Plouay amateurs
  - 3e du Kreiz Breizh Elites
- 2024
  - Circuit du Morbihan
- 2025
  - Essor breton : 
    - Classement général
    - 3e étape

  - 1re étape du Kreiz Breizh Elites
  - 2e du Circuit des Deux Provinces
  - 3e de la Route bretonne
  - 3e de Manche-Océan
  - 3e du Prix de la Saint-Laurent

## Palmarès sur piste

### Championnats de France
- Hyères 2016
  -  Champion de France de poursuite par équipes juniors (avec Clément Davy, Quentin Fournier, Bryan Le Claire et Maxime Chevalier)
- Bourges 2021
  - 2e de l'omnium
  - 2e de la course aux points
  - 3e du scratch
- Hyères 2022
  -  Champion de France de l'élimination
  - 3e de la course aux points
  - 3e de l'omnium
- Loudéac 2025
  - 3e de l'omnium